# MBSヤングタウン
『MBSヤングタウン』（エムビーエスヤングタウン）は、1967年（昭和42年）10月2日からMBSラジオで放送されているラジオ番組。通称は「ヤンタン」で、番組開始から1970年（昭和45年）9月までのタイトルは『歌え！ MBSヤングタウン』。
当ページでは曜日別の呼称として、便宜上「ヤン○」（○は曜日名の頭文字）という略称を使用する（#エピソードを参照）。なお、現在放送中の金曜日についてはMBSヤングタウン金曜日、土曜日についてはMBSヤングタウン土曜日、日曜日についてはMBSヤングタウン日曜日のページを参照。

## 概要
1960年代後半から、深夜番組の黄金期を築いてきた番組で、中元清純作曲のフュージョンによるテーマソング（通称『MBSヤングタウンのテーマ』）が代々、使われている。
なお、MBS以外のラジオ局が制作・放送した『ヤングタウン』のうち、TBSラジオが1969年（昭和44年）10月から1986年（昭和61年）9月まで関東ローカルで毎週土曜日に放送していた『ヤングタウンTOKYO』シリーズは当番組の姉妹番組に当たる。
NRNに加盟する地方局への裏送り番組として、1975年（昭和50年）4月から1986年（昭和61年）3月まで文化放送が制作していた『ヤングタウンAM』については、当番組とは直接の関係がない。
現在もパーソナリティを務めている笑福亭鶴瓶は1975年（昭和50年）から、明石家さんまは1976年（昭和51年）から出演している。

## 歴史

### 番組開始までの経緯
1960年代前半までのMBSラジオは在阪ラジオ局の聴取率において、ラジオ大阪（OBC）とABCラジオの後塵を拝していた。特に深夜帯では、『アナウンサーコーナー』と『ABCヤングリクエスト』の前に、大きく水をあけられていた。
MBSは1967年の春、ラジオ制作部の渡邊一雄ディレクター（当時）が、ラジオ編成部からの指示で、若者向け深夜番組の準備を開始。アップテンポなトークで、フォークソングやロックをふんだんに流す番組の計画を練り上げた。
MBSは当番組の本放送を始めるまで、平日の深夜に半年限定。15分間のパイロット番組を放送。渡邊は入社 2年目ながら「若者の兄貴分」という雰囲気を漂わせていた、斎藤努アナウンサーを、この番組のパーソナリティに抜擢した。

#### 1960年代
渡邊は本放送を前に、聴取対象を25歳以下の若者に限定し、「子供相手の放送」にしないことと、彼らに連帯感を持たせるべく、毎日放送千里丘放送センター（当時）内で最も広い第1スタジオで、放送日の夕方に公開収録を実施することを決定。
『歌え! MBSヤングタウン』のタイトルで、1967年10月1日（日曜日）、0:10からの110分番組として本放送を開始した。なお翌日の２日にオールナイトニッポンが放送開始されている。
開始当初は斎藤が全曜日の公開収録で、パーソナリティを務めた。高橋キヨシ（ギタリスト）と十川尚子（ピアノ・エレクトーン奏者）をレギュラーに起用した。また、関西地方で活動するアマチュアのフォークグループ（アマチュアバンド）2組を日替わりで出演させるとともに、プロのバンドやフォーク歌手を随時ゲストに迎えていた。
第1回のゲストは、当時アマチュアで活動していたザ・フォーク・クルセダーズであった。
本放送に際しては、MBSラジオ編成部の計らいで、自社制作番組では最も多額の予算を付けられていた。開始当初は公開収録への人出や局内の評価は芳しくなかったが、回を重ねるたびに収録への参加者が増加。ヴィレッジ・シンガーズをゲストに迎えた公開収録（1968年1月）に観覧希望者が殺到したことから、以降の放送では、往復ハガキでの応募を条件に観覧希望者へ参加整理券を配布するようになった。
1968年からはMBSテレビで、毎週日曜日に放送していた『スミ子と歌おう』をヒントに、オリジナルソングを毎月1曲ずつ放送する「ヤンタン今月の歌」（後述）を始めた。
しかし、斎藤は同年4月からプロ野球中継の実況・リポーターも兼務。当番組への出演日が週の前半（月 - 水曜日）に限られるため、それまで月曜日の1コーナーにレギュラーで出演していた桂三枝（現・六代桂文枝）を、週の後半（木 - 土曜日）のパーソナリティに抜擢した。
同時に、収録での演奏に対するアマチュアバンドの応募件数が増加の一途をたどっていたことから、千里丘放送センター第一スタジオなどで、定期的にオーディションを実施するようになった。
これを機に番組の聴取率は、当時の深夜番組の平均の20倍に相当する4%にまで上昇。当時駆け出しの落語家だった三枝を一躍スターダムに押し上げた。
MBSテレビでも、1969年7月から、斎藤・三枝の出演で当番組のテレビ版にあたる『ヤングおー!おー!』を放送。同年10月からはTBSラジオで、公開生放送形式で『ヤングタウンTOKYO』を開始した。
三枝は当番組と並行しながら『ヤングタウンTOKYO』に放送開始から1975年9月まで、パーソナリティとして出演。毎週土曜日、当番組の収録を終えた後、飛行機による移動を経て、『ヤングタウンTOKYO』の生放送に臨んでいた。

#### 1970年代
1970年には、『ヤングおー! おー!』や大阪万博（千里丘放送センターの近隣で開催）の人気に押されるかのように、当番組への参加者が激減。『ヤングおー! おー!』が軌道に乗ったこともあって、当番組では同年9月、公開収録をいったん終了した。
1970年10月から、千里丘センター内ラジオ スタジオからの生放送へ移行するとともに、番組タイトルを現在の『MBSヤングタウン』に改称。当番組を放送する前の初心に還ることを目的に、斎藤を含む、MBSの男性アナウンサーと女性タレントのコンビ（後述）が週2日ずつ、パーソナリティを務めるようになったが半年後、タレントのレギュラー出演を復活。
お笑い主体の路線へ回帰するとともに、人気のアーティストやバンドをゲストに迎えての公開収録を土曜日に再開した。
1972年4月、「今月の歌」を終了させる一方で、10月からは、放送時間を3時間に拡大。1973年4月には夜ワイド枠の放送に昇格して、放送開始時間を22:00に繰り上げた。
1974年2月1日から4月5日までは『只今ヤンタン準備中』（放送時間は平日21:50 - 22:00）が出演者による番宣を兼ねた番組が放送された。
1974年10月、日曜日のヤングタウンがスタート（放送時間は最初22:30 - 24:10、のちに22:30 - 23:55）。しかし1年6か月後の1976年3月改編で日曜日のヤングタウンは終了、「ヤン日」はその後1983年10月の再スタートまで途絶える。
1976年4月、『ヤンタンパートII 〜こんばんはこんちゃんです〜』が月曜 - 木曜23:40 - 24:25の枠でスタート（当時24:00までだった本編を短縮）。近藤光史と尾田かずみのパーソナリティが月 - 木の全曜日出演、1977年3月まで放送。
1976年、1977年の在阪ラジオ局聴取率調査で、当番組の平均聴取率が10%台にまで到達。在阪 全局、全番組の中で、谷村新司、佐藤良子が出演する水曜日が1位。笑福亭鶴光、角淳一、佐々木美絵が出演する木曜日が2位を記録している。
この時期を境に、MBS全体の聴取率はOBC、ABCを上回るようになった。

#### 1980年代
『歌え! MBSヤングタウン』時代から、当番組への出演を続けてきた三枝は、1979年12月1日（土曜日）の放送を最後に勇退。同年4月からレギュラーで共演していた明石家さんまを、後任のパーソナリティに起用した。
この時期から、鶴光、谷村、ばんばひろふみに加えて、さんま、島田紳助・松本竜介、笑福亭鶴瓶、原田伸郎、大津びわ子、やしきたかじん、嘉門達夫、西川のりお、チャゲ&飛鳥、ダウンタウン、渡辺美里など、多彩なパーソナリティが登場。
ある曜日のパーソナリティが別の曜日の放送にもゲストで登場するなど、曜日の枠を越えながら、番組を盛り上げるようになった。
また、土曜日の公開収録を1985年3月で終了させる一方で、リスナーも参加・鑑賞できるイベントを積極的に実施。
「ヤンタンオールスターズ」（出演者、スタッフで結成した草野球チーム）が松山千春、とんねるずなどの芸能人チームと対戦した「ヤンタン野球大会」（後述）や、1981年にSABホールで開かれた角と鶴光による「ど角・ど鶴のええか、ええかコンサート」などが人気を博した。
その一方で、長年のライバルであった『ヤンリク』は、1986年10月3日で、20年半もの歴史に終止符を打っている。
1986年4月には、金曜日のみ『MBSヤングタウン』と『ヤンタンキンド館』の2本立て体制で放送。同時に土曜日と日曜日のみ放送開始時間を繰り上げた（土曜日・21:35 - 23:40、日曜日・21:30 - 23:15）が、半年後の1986年10月には両日とも元の22:00スタートに戻っている。月 - 木曜日にも1987年4月から1990年4月まで、『MBSヤングタウン』直後の24:45 - 26:30に姉妹番組として『ヤンタン ミュージックゾーン ザ・リクエスト』（『ヤンタンミュージックゾーン THE REQUEST』）を放送していた。
1987年度のナイターオフ期間には、平松邦夫の出演で、金曜日の19～20時台に『平松邦夫のミセスヤングタウン』を放送していた。

#### 1990年代
MBSは1990年に、千里丘放送センター内のスタジオ機能を大阪市北区茶屋町の社屋へ移転。当番組は8月31日まで、同センターから放送。
9月1日から現在まで、茶屋町本社内のラジオ スタジオを主に使用している。
在阪FMラジオ局の台頭、コーナースポンサーの撤退により、1990年代 初頭から番組の人気に翳りが出始めた。1980年代の人気を担った前述のパーソナリティが続々と退任。一時は、東京を中心に活動するタレントや若手ミュージシャンを前面に押し出す路線に転換。『ヤンタン』の名を冠した姉妹番組を放送していた。
1991年10月 - 1993年3月までは、日曜日のみ『ヤンタン スペシャルサンデー』とのタイトルで放送。1992年10月 - 1995年3月までは、『ヤンタン ミュージックゾーン ザ・リクエスト』とほぼ同時間帯（平日午前0時台 - 2時台）に放送する番組として、MBSの若手アナウンサーによる『ヤンタンMUSICネトランジェ』（金曜日のみ『ヤンタンMUSICネトランジェ　金曜スペシャル』）を放送していた。
1994年1月から、月 - 木曜日の放送枠を22:00 - 23:00、23:00 - 1:00の2つに分割。前者は音楽リクエスト番組『ヤンタン はなまるリクエスト』。後者はトークバラエティ番組『ヤンタン あそびのWA!!』を放送。金曜日は『ヤンタン はなまるフライデースペシャル』を22:00 - 1:00に放送した。
1995年10月、『ヤンタン はなまるリクエスト』の放送時間を22:00 - 0:00の2時間に拡大。『ヤンタン あそびのWA!!』を終了させる一方で、『MBSヤングタウン』のタイトルを21カ月ぶりに復活させたうえで、放送枠を月 - 木曜日 0:00 - 3:00（金曜日は1:00 - 3:00）に編成した。
1997年4月、『ヤンタン はなまるリクエスト』『ヤンタン はなまるフライデースペシャル』を終了させる一方で、ヤンタン放送開始30周年を記念して『MBSヤングタウン MUSIC MAX』を開始。『MBSヤングタウン』の放送日を金、土、日曜日に縮小した。
1997年10月、月 - 木曜日の『MBSヤングタウン』を22:00 - 0:00で再開する一方で、『MBSヤングタウン MUSIC MAX』の放送枠を月 - 水曜日の0:00 - 2:00へ移行。
1999年4月、『MBSヤングタウン MUSIC MAX』を終了。『MBSヤングタウン』の月 - 金曜日で、放送枠を23:00 - 25:00に繰り下げるとともに、パーソナリティを一新した。
1999年10月、『MBSヤングタウン』の平日放送を終了。当初は完全終了を予定していたが、明石家さんま（土曜版パーソナリティ）と笑福亭鶴瓶（日曜版パーソナリティ）が番組の続行を懇願した結果、土・日曜日のみ22:00 - 23:30の時間帯でレギュラー放送を続けることになった。

#### 2000年代
平日には、『MBSヤングタウン』の血統を引き継ぐ番組として、2020年4月改編の時点で『アッパレやってまーす!』（月 - 木・土曜22・23時台）、『ザ・ヒットスタジオ』（火 - 木曜24時台）、『オレたちゴチャ・まぜっ!〜集まれヤンヤン〜』（土曜深夜）をMBS東京支社からの生放送で編成している。土曜日はハロー!プロジェクトの新旧メンバーが「ヤン娘。（やんむす）」として代々パートナーを務める一方で、MBS東京支社内のラジオスタジオで前日（金曜日）に収録した内容を原則として放送。日曜日は「鶴瓶のすわるラジオ」のタイトルで出演者が座りながらトークを展開する街頭収録を放送した。

#### 2010年代
MBSが開局60周年を迎えた2010年8月30日から9月3日までの1週間に渡って『毎日放送 開局60周年記念番組 MBSヤングタウン スペシャル』を基本として、22:00（JST）から放送（当時編成されていた『MBSタイガースライブ』のナイトゲーム中継を延長した場合には開始時間の繰り下げで対応）。三枝が六代 桂文枝を襲名する直前の2012年7月14日（土曜日）には、「六代 桂文枝 襲名企画」の第1部として、『復活! 桂三枝の歌え! MBSヤングタウン』を公開収録形式での16:00 - 17:38に放送した。
『歌え! MBSヤングタウン』としての放送開始から50年を迎えた2017年、土曜日の年内最終放送（12月30日）を『20周年モーニング娘。のMBSヤングタウン』（矢口真里、吉澤ひとみ、田中れいな、道重さゆみの出演によるモーニング娘。結成 20周年記念番組）として編成。翌31日（日曜日）の20:00 - 23:30には、当番組の50周年特別番組『MBSヤングタウン　50年クロニクル』（いずれも事前収録）を放送した。
2018年4月6日からは、アリスがパーソナリティを務める『MBSヤングタウン金曜日』として、金曜日のレギュラー放送を18年半振りに再開。堀内孝雄以外のメンバー（谷村新司、矢沢透）がかつて平日版のパーソナリティであったアリスがメンバー全員でレギュラーパーソナリティを務めた。毎日放送が当番組の放送開始 50周年のタイミングで、1986年12月まで金曜日のパーソナリティを務めた谷村に31年半振りのパーソナリティ復帰を打診したことをきっかけに「2019年に再始動を控えるアリスの腕ならし」を兼ねて、平日版の復活に至った。同年5月の再始動以降も事前収録を中心にレギュラー放送を継続した。

#### 2020年代
日曜日は「すわるラジオ」を経て、MBS本社内のスタジオで収録した内容を中心に放送していたが、2020年4月改編から放送の体制を大きく変更。大阪のMBS本社からの生放送を本格的に復活した。一方で、毎月最終週は鶴瓶に代わって、三遊亭とむと福島暢啓（MBSアナウンサー）がコンビでパーソナリティを務めている。三遊亭とむは真打への昇進に伴い、芸名を錦笑亭満堂に改名。2023年6月より、日曜日に出演中。
ラジオ・テレビ兼営局だったMBSは、2021年4月1日（木曜日）付でラジオ放送の事業と免許を「株式会社MBSラジオ」へ移管した（MBSもテレビ単営局として存続）。当番組は兼営局時代のスタジオを使い続けながら、翌2日放送の金曜版からMBSラジオの本社（または東京支社）で制作している。
2021年10月4日より、月曜日 - 木曜日のレギュラー放送を22年振りに再開。金曜日を除いて、放送時間を22:00 - 23:30に統一した。金 - 日曜日のパーソナリティは続投する一方で、レギュラー放送を22年振りに再開する月 - 木曜日は月曜日に工藤遥（モーニング娘。のメンバー時代にも土曜版へ出演）と若月佑美（元乃木坂46）のコンビ、火曜日にオーイシマサヨシ、水曜日にAぇ! groupから週替わりで2名、木曜日にAマッソがパーソナリティを務める。月・火・木曜放送分は事前収録で、火・木曜は前述した『MBSヤングタウンNEXT』と同様に収録と連動したリアルタイム配信をRadiotalkで実施。2021年10月1日まで22:00から放送して来た『アッパレやってまーす!』の月曜日 - 木曜日は当番組の後枠で継続中（放送開始時間は基本として、23:30）。
MBSラジオはプロ野球のシーズン（3月下旬から日本シリーズ終了までの期間）中にプロ野球のナイトゲーム中継をレギュラーで編成（2014年以降の中継タイトルは『MBSベースボールパーク』）。シーズン中は月、金、土曜日で中継を20:35までに終了した場合は火 - 木曜日で中継を21:40までに終了した場合は日曜日で中継を21:00までに終了した場合は曜日を問わず、中継を予定していた試合の中止・不成立（ノーゲーム）・予備日開催の消滅などに伴う取り消しの場合とナイトゲームが最初から一切組まれていない場合（主に月曜日）に限り、当番組を定時で放送している。上記以外の場合は中継の終了時間に応じて、放送枠の完全スライド方式で放送時間を順次繰り下げるか、放送を休止することで対応。
2020年9月27日は『ナダル加藤あばれるのMBSヤングタウンNEXT』を放送。放送上は事前収録だが、Radiotalkは収録と連動したリアルタイム配信を実施した。『ナダル加藤あばれるのMBSヤングタウンNEXT』としての放送はこの日限りであったが、2021年度のナイターオフ期間（2021年12月 - 2022年3月）からは大阪で「次代の漫才界を担う」と目される漫才コンビをパーソナリティに起用した『MBSヤングタウンNEXT』を編成。ナイターオフ期間中は週3回（毎週火 - 木曜日）、前述したプロ野球シーズン（ナイターイン期間）中は月1回のペース（2022年には土曜日 → 2023年には日曜日の夜間）で生放送を実施している。
2021年10月より、Aぇ! groupのメンバーから若干名が週替わりで『関西ジャニーズ　Aぇ! groupのMBSヤングタウン』のパーソナリティを務めていた。しかし、2023年に表面化したジャニー喜多川性加害問題を受け、『Aぇ! groupのMBSヤングタウン』に改題した。一方で、（ジャニーズ事務所の出身者を含む）STARTO ENTERTAINMENT社の所属タレントを自社制作の番組へ新たにレギュラーで出演させること（新規起用）を2024年度の上半期まで見合わせた。その後「性加害の被害者に対するSMILE-UP.社の補償が（2024年9月の時点で）ある程度進んでいる」として『MBSヤングタウンNEXT』（2024年度から下半期限定で放送される金曜分）にて、STARTO ENTERTAINMENT社の所属グループから関西ジュニアをパーソナリティに起用した。この起用については、2024年10月改編の発表記者会見（同年9月25日）にて、MBSラジオコンテンツデザイン局の虎松英樹プランニング部長が社内で議論したことを説明した。
若月と工藤は、2023年9月で月曜日のパーソナリティを卒業。翌10月からは、『MBSヤングタウンNEXT』のパーソナリティ経験者から初めて、カベポスターが当番組のパーソナリティに新たに加わった。その一方で、「アリスのメンバー」として金曜日のパーソナリティに名を連ねていた谷村は、2023年3月24日放送分から休演。急性腸炎の手術を受けたことに伴う措置で、休演後は2024年からの復帰に向けて療養に専念していたが、2023年10月8日に74歳で逝去した。金曜日は谷村の逝去後（放送上は2023年10月20日以降）も堀内と矢沢が出演を継続。2人と谷村が一緒に映っている写真を公式サイトなどに残していたが、2024年3月29日をもって『アリスのMBSヤングタウン』としての放送に幕を下ろした。
2024年4月5日からは、金曜日のパーソナリティをアリスから伊原六花に交代したことに伴って、金曜分を『伊原六花のMBSヤングタウン』として放送。『MBSヤングタウン』のレギュラーパーソナリティを女性が単独で務めることは、『歌え！ MBSヤングタウン』時代を含めても伊原が初めてである。

## 現在の出演者（2025年4月以降）
月曜日
カベポスターのMBSヤングタウン（ヤン月、カベヤン、カベポヤン）
- カベポスター

火曜日
オーイシマサヨシのMBSヤングタウン（ヤン火、マサヤン）
- オーイシマサヨシ

水曜日
Aぇ! groupのMBSヤングタウン（ヤン水、Aぇヤン）
- Aぇ! group（週替わりで2名が出演）

※2023年10月の途中までは、『関西ジャニーズJr. Aぇ! groupのMBSヤングタウン』というタイトルで放送。
木曜日
AマッソのMBSヤングタウン（ヤン木、Aマッソヤン）
- Aマッソ

金曜日
伊原六花のMBSヤングタウン（ヤン金、六花タン）
- 伊原六花

土曜日
MBSヤングタウン土曜日（ヤン土）
- 明石家さんま
- 村上ショージ
- 横山玲奈
- 櫻井梨央（モーニング娘。'25）

※この他に、ハロー!プロジェクトメンバーやモーニング娘。OG、過去のレギュラー出演者などが週替わりで出演。横山・櫻井をはじめ、ハロー!プロジェクトの新旧メンバー（モーニング娘。のOGなど）は、放送上まとめて「ヤン娘。」（ヤンむす。）と称されている。
※月曜日のパーソナリティを2021年10月から2年間務めていた工藤遥は、全日放送の再開に伴うパーソナリティへの起用前（モーニング娘。のメンバー時代）にレギュラーで出演していたほか、パーソナリティの担当期間中も飯窪／横山の休演回に「ヤン娘。」として登場したことがある。
日曜日
MBSヤングタウン日曜日（ヤン日）
- 笑福亭鶴瓶
- 錦笑亭満堂
- 田口万莉
- 福島暢啓（MBSアナウンサー）
- 藤林温子（同上）

※福島は2020年4月から毎月最終週の『ヤングタウン日曜日 月一（つきいち）B面』に出演。鶴瓶・田口はそれ以外の週（通称『A面』）に出演。藤林は2022年10月から『A面』のアシスタントを担当。
※錦笑亭満堂は2023年6月まで、「三遊亭とむ」（真打に昇進する前の高座名）で出演。2020年4月以降は『B面』で福島と共にパーソナリティ、『A面』でアシスタントを務めている。
MBSヤングタウンNEXT
- 火曜：ツートライブ
- 水曜：滝音
- 木曜：ドーナツ・ピーナツ

※日本プロ野球のナイターオフ期間（11月 - 翌年3月）に週3回、ナイターイン期間（4 - 10月）に月1回のペースで生放送。2021年度のナイターオフ期間から放送されていて、同年度には、ツートライブが火曜日、滝音が水曜日、カベポスターが木曜日のパーソナリティを務めていた。
※2022年度以降は、ナイターイン期間中（4 - 10月）にも月に1回のペースで放送されている。
2022年度：パーソナリティをカベポスターに固定するとともに、『カベポスターのMBSヤングタウンNEXT』のタイトルで、プロ野球のナイトゲーム中継を最初から予定していない土曜日の19:00 - 21:00に生放送。
2023年度：プロ野球のナイトゲーム中継を最初から予定していない日曜日に、カベポスターの冠番組『夕凪カベポスター』（2022年度のナイターオフ期間に木曜日で放送を開始）とセットで生放送（『ヤングタウンNEXT』としての放送枠は20:00 - 20:55）。

## 歴代パーソナリティ
- 1967/10 - 1968/03 斎藤努（MBSアナウンサー(当時)）
開始当初は深夜0時10分 - 2時に放送する公開録音番組だった。
- 1968/03 - 1970/09 斎藤努（月 - 水曜日）、桂三枝（木 - 土曜日）
- 1970/10 - 1971/03 緒方憲吾、前田佳英子（月、火曜日）、池口和雄、壇上英子（水、木曜日）、斎藤努、横井久仁江（金、土曜日）
上記の事情で公開収録への参加者が減少していたことに加え、学生運動の影響で公開収録を休止。スタジオからの生放送へ移行するとともに、当時のMBSアナウンサー（緒方、池口、斎藤）を全曜日でパーソナリティに起用した。
またこの時期は、放送局の労組ストライキなどが相次いでいたため、社員アナウンサーが出演できなかったので、代役による放送も多くあった。
- 1971/04 - 元の番組内容に戻る。公開録音は土曜日限定で、1985年3月まで続けていた。
これ以降のレギュラーパーソナリティは「放送曜日の増減」「派生番組のレギュラー編成」といった節目を除いて、曜日別に記載。
- 1994/01 - 1995/09 大角香里（平日）
『ヤンタン はなまるリクエスト』（月 - 木曜日）、『ヤンタン はなまるフライデースペシャル』（金曜日）。月 - 木曜日は、大角が音楽中心のコーナーを担当。金曜日は『はなまるリクエスト』の拡大版として、大角と上泉雄一（MBSアナウンサー）、大阪パフォーマンスドール、花ノ丞、バーバラよねがパーソナリティを務めた。
『ヤンタン はなまるリクエスト』では、1995年10月から亀井希生（月）、バーバラよね（火 → 1996年10月から水）、西靖（木 → 1996年4月から水 → 1996年10月から火）、古川圭子（水 → 1996年4月から木）が共演者として付いた。
- 1997/04 - 09 岡本真夜（月曜）、NOB（CURIO）（火曜）、バーバラよね（水曜）、種浦マサオ（木曜）、大角香里（月曜 - 木曜）
番組開始30周年を迎え、月曜 - 木曜は音楽リクエスト番組『MBSヤングタウン MUSIC MAX』となり、ヤンタンは金曜、土曜、日曜日に縮小。
- 1997/10 - 1999/09
月 - 日曜日の放送に再び戻る。『MBSヤングタウン MUSIC MAX』は平日深夜に枠移動。aiko、林あさ美などがパーソナリティを務めた。
- 1999/10 - 明石家さんま（土曜日）、笑福亭鶴瓶（日曜日）
月 - 金曜日の平日枠を廃止した為、土曜・日曜の週2日放送に移行した。
- 2018/4 - 2021/9 谷村新司、堀内孝雄、矢沢透（アリス）（金曜日）、明石家さんま（土曜日）、笑福亭鶴瓶（日曜日）
金曜日のレギュラー放送を1999年9月以来、18年半振りに再開した。

### 月曜日
- 1971/04 - 1972/03 西川きよし、堀悦子
- 1972/04 - 09 斎藤努、桂文珍、河内まさ子
- 1972/10 - 1973/03 角淳一（MBSアナウンサー(当時)）、シモンズ
- 1973/04 - 1975/03 諸口あきら、小林京子
- 1975/04 - 09 諸口あきら、松峰ひろみ
- 1975/10 - 1982/03 笑福亭鶴瓶時代（第1次）
  - 1975/10 - 1976/03 笑福亭鶴瓶、角淳一、平井陽子
  - 1976/04 - 1978/03 笑福亭鶴瓶、浅川美智子（鬼首おりん）
  - 1978/04 - 1979/03 笑福亭鶴瓶、浅川美智子、中村行延
  - 1979/04 - 09 笑福亭鶴瓶、浅川美智子、住出勝則
  - 1979/10 - 1980/09 笑福亭鶴瓶、MANA、中村行延
  - 1980/10 - 1981/09 笑福亭鶴瓶、横山みゆき、中村行延
  - 1981/10 - 1982/03 笑福亭鶴瓶、堀江美都子、あさみあきお
- 1982/04 - 1989/09 明石家さんま時代（第2次・土曜日から異動）
  - 1982/04 - 1983/03 明石家さんま、堀江美都子、あさみあきお
  - 1983/04 - 1988/12 明石家さんま、長江健次、大津びわ子、伊東正治（MBSアナウンサー(当時)）
  - 1989/01 - 09 明石家さんま、長江健次、大津びわ子
- 1989/10 - 1990/09 長江健次、喜多嶋舞、Mr.オクレ、加藤康裕（MBSアナウンサー(当時)）
- 1990/10 - 1993/12 根本要時代（第2次・金曜日から異動）
  - 1990/10 - 1992/09 根本要、笑福亭笑瓶、野沢直子
  - 1992/10 - 1993/03 根本要、笑福亭笑瓶、森高千里、谷口宗一
  - 1993/04 - 12 根本要、笑福亭笑瓶、小川恵理子、谷口宗一
- 1994/01 - 1995/03 ベイブルース[注 14]、種浦マサオ、WENDY（「ヤンタン あそびのWA!!」）
- 1995/04 - 09 高山トモヒロ（ベイブルース）、種浦マサオ、吉田朋代、井の口純代（おちゃめ組）（「ヤンタン あそびのWA!!」）
- 1995/10 - 1996/04 種浦マサオ、T・K・O、吉田朋代
- 1996/04 - 1997/03 FUJIWARA、一番星哲也、藤原みわ
- 1997/10 - 1998/03 メッセンジャー、三木拓次（RAZZ MA TAZZ）
- 1998/04 - 1999/03 メッセンジャー、ゆうたろう（プロペラ）、河島あみる
- 1999/04 - 09 松村邦洋、小島可奈子
- 2021/10 - 2023/09 若月佑美、工藤遥
『若月佑美と工藤遥のMBSヤングタウン』のタイトルで、月曜日のレギュラー放送を22年振りに再開。
- 2023/10 - 現在 カベポスター
『カベポスターのMBSヤングタウン』のタイトルで放送。

### 火曜日
- 1971/04 - 1972/09 笑福亭鶴光、角淳一時代（第1次）
  - 1971/04 - 1972/03 笑福亭鶴光、角淳一、北原早苗
  - 1972/04 - 09 笑福亭鶴光、角淳一、山本恵子
- 1972/10 - 1973/03 杉田二郎、小林京子
- 1973/04 - 09 笑福亭鶴光、角淳一、佐々木美絵（MBSアナウンサー(当時)）
- 1973/10 - 1974/03 キャッシー、山本雄二、近藤光史（MBSアナウンサー(当時)）
- 1974/04 - 1975/03 キャッシー、山本雄二
- 1975/04 - 09 角淳一、麻田ルミ
- 1975/10 - 1977/03 海原千里・万里、松井昭憲（MBSアナウンサー(当時)）
- 1977/04 - 09 キャッシー、桂小軽
- 1977/10 - 1979/08 きたむらけん、有吉ジュン、オール阪神・巨人
- 1979/09 - 1980/04 イルカ、沢田聖子
- 1980/05 - 12 イルカ、桂べかこ
- 1980/12 - 1983/03 岩崎宏美、やしきたかじん、オール阪神・巨人
- 1983/04 - 1984/03 チャゲ&飛鳥
- 1984/04 - 06 チャゲ&飛鳥、八島洋子
- 1984/07 - 1989/02 河合奈保子、嘉門達夫時代
  - 1984/10 - 1986/03 河合奈保子、嘉門達夫、長井展光（MBSアナウンサー(当時)）
  - 1986/04 - 1987/09 河合奈保子、嘉門達夫、寺崎要
  - 1987/10 - 1989/02 河合奈保子、嘉門達夫、寺崎要、伊藤秀志
- 1989/03 - 1992/09 嘉門達夫時代
  - 1989/02 - 1989/09 嘉門達夫、結城めぐみ、伊藤秀志、ぜんじろう
  - 1989/10 - 1990/09 嘉門達夫、田中義剛、芳本美代子、ぜんじろう
  - 1990/10 - 1992/09 嘉門達夫、石田敦子（MBSアナウンサー(当時)）、ぜんじろう
- 1992/10 - 1993/03 トミーズ、週代わりゲスト（上岡龍太郎、円広志、やしきたかじんなど）、ピンクダック・ミチ（コーナーのみ）
- 1993/04 - 09 トミーズ、奥山佳恵、やるじゃねえかーず（コーナーのみ）
- 1993/10 - 12 トミーズ、松井愛（MBSアナウンサー）、やるじゃねえかーず（コーナーのみ）
- 1994/01 - 1995/03 ますだおかだ、松井愛、嶋田博子（おちゃめ組）　（「ヤンタン あそびのWA!!」）
- 1995/04 - 09 よゐこ、松本麻希（「ヤンタン あそびのWA!!」）
- 1995/10 - 1996/03 よゐこ、松本麻希
- 1996/04 - 1997/03 種浦マサオ、T・K・O、梶山三保子
- 1997/10 - 1998/09 ジャリズム、松岡充（SOPHIA）
- 1998/10 - 1999/03 ジャリズム、搭堂なつ
- 1999/04 - 09 シャンプーハット、柳明日香
- 2021/10 - 現在 オーイシマサヨシ
『オーイシマサヨシのMBSヤングタウン』のタイトルで、火曜日のレギュラー放送を22年振りに再開。

### 水曜日
- 1971/04 - 1972/09 斎藤努、中田カウス・ボタン
- 1972/10 - 1973/03 西岡たかし
- 1973/04 - 1975/03 月亭八方、斎藤努、田中美紀
- 1975/04 - 09 笑福亭仁鶴、久保田ひろみ
- 1975/10 - 1976/03 月亭八方、近藤光史、佐藤良子（MBSアナウンサー(当時)）
- 1976/04 - 1978/03 谷村新司、佐藤良子
- 1978/04 - 1987/12 原田伸郎時代
  - 1978/04 - 1980/09 原田伸郎、大津びわ子、笑福亭笑光、伊東正治
  - 1980/10 - 1981/03 原田伸郎、ザ・ぼんち、松原みき、桂雀々、伊東正治
  - 1981/04 - 09 原田伸郎、松原みき、桂雀々、伊東正治
  - 1981/10 - 1982/09 原田伸郎、イリア、桂雀々、伊東正治
  - 1982/10 - 1983/03 原田伸郎、イリア、嘉門達夫、伊東正治
  - 1983/04 - 1984/09 原田伸郎、イリア、嘉門達夫、金指誠（MBSアナウンサー(当時)）
  - 1984/10 - 1985/03 原田伸郎、水島依子、MAKOTO(北野誠)、金指誠
  - 1985/04 - 1987/03 原田伸郎、渡辺美里、MAKOTO、金指誠
  - 1987/04 - 12 原田伸郎、西岡芽生、笑福亭笑瓶、金指誠
- 1988/01 - 1989/01 兵藤ゆき、MAKOTO、子守康範（MBSアナウンサー(当時)）
- 1989/02 - 1990/09 兵藤ゆき、本木雅弘、子守康範
- 1990/10 - 1991/03 長江健次、喜多嶋舞、Mr.オクレ
- 1991/04 - 1992/09 古田新太、羽野晶紀、山西惇
- 1992/10 - 1993/03 古田新太、青木直子、よゐこ
- 1993/04 - 09 日曜深夜放送の『ラジオディス 茶屋町学園』（ヤンタンの姉妹番組）を引き継ぐ。
  - よゐこ、CoCo、高橋由美子、酒井法子、武田真治らが出演
- 1994/01 - 03 よゐこ、堀みやこ 、稲泉ひろこ（おちゃめ組）（「ヤンタン あそびのWA!!」）
- 1994/04 - 1995/03 よゐこ、松本麻希（「ヤンタン あそびのWA!!」）
- 1994/04 - 1995/09 ますだおかだ、松井愛（MBSアナウンサー）（「ヤンタンあそびのWA!!」）
- 1995/10 - 1997/03 ますだおかだ、濱田マリ（モダンチョキチョキズ・当時）、松井愛
- 1997/10 - 1999/03 T・K・O、NOB
- 1999/04 - 09 ベイブルース高山、NOB、中村舞子
- 2021/10 - 現在 Aぇ! group（週替わりで、2名のメンバーが出演）
『関西ジャニーズJr. Aぇ! groupのMBSヤングタウン』のタイトルで、水曜日のレギュラー放送を22年振りに再開。

### 木曜日
- 1971/04 - 09 桂三枝、市丸
- 1971/10 - 1972/09 レツゴー三匹、高野久仁子
- 1972/10 - 1973/03 谷村新司
- 1973/04 - 1974/03 林家小染、末広真樹子
- 1974/04 - 1975/03 林家小染、桂きん枝、麻田ルミ
- 1975/04 - 09 近藤光史、月亭八方、佐藤良子
- 1975/10 - 1976/03 近藤光史、桂きん枝、紀平まり子
- 1976/04 - 1984/03 笑福亭鶴光、角淳一時代（第3次・金曜日から異動）
  - 1976/04 - 1977/09 笑福亭鶴光、角淳一、佐々木美絵
  - 1977/10 - 1978/03 笑福亭鶴光、角淳一、原田伸郎、佐々木美絵
  - 1978/04 - 1979/09 笑福亭鶴光、角淳一、佐々木美絵
  - 1979/10 - 1982/03 笑福亭鶴光、角淳一、石川優子
  - 1982/04 - 1983/03 笑福亭鶴光、角淳一、石毛礼子
  - 1983/04 - 1984/03 笑福亭鶴光、角淳一、西端弥生
- 1984/04 - 1987/07 島田紳助時代
  - 1984/04 - 1985/09 島田紳助、白井貴子、パンチみつお
  - 1985/10 - 1986/09 島田紳助、白井貴子、土建屋よしゆき、藤田寿代
  - 1986/10 - 1987/03 島田紳助、今井美樹、土建屋よしゆき、藤田寿代
  - 1987/04 - 07 島田紳助、今井美樹、土建屋よしゆき
- 1987/08 - 1991/10 ダウンタウン時代
  - 1987/08 - 1989/01 ダウンタウン、勇直子、今田耕司
  - 1989/01 - 1990/04 ダウンタウン、芳本美代子、今田耕司
  - 1990/04 - 10 ダウンタウン、YOU、今田耕司
  - 1990/10 - 1991/04 ダウンタウン、YOU、メンバメイ・ココ
  - 1991/04 - 10 ダウンタウン、YOU、木村祐一
- 1991/10 - 1992/03 YOU、ローリー寺西、きんた・ミーノ
- 1992/04 - 09 大竹まこと、YOU、ローリー寺西
- 1992/10 - 1993/03 桂小枝、羽野晶紀、千葉猛（MBSアナウンサー(当時)）
- 1993/04 - 12 桂小枝、羽野晶紀、つんく
- 1994/01 - 1995/09 FUJIWARA、つんく、宮田まさみ、佐藤由香（おちゃめ組）（「ヤンタン あそびのWA!!」）
- 1995/10 - 1996/03 FUJIWARA、つんく、藤原みわ
- 1996/04 - 1997/03 よゐこ、松本麻希
- 1997/10 - 1999/03 ベイブルース高山、種浦マサオ、中村亜紀
- 1999/04 - 09 岡本真夜、なるみ、鳥羽潤
- 2021/10 - 現在 Aマッソ
『AマッソのMBSヤングタウン』のタイトルで、木曜日のレギュラー放送を22年振りに再開。

### 金曜日
- 1971/04 - 09 北山修、松尾千里
- 1971/10 - 1972/03 杉田二郎、横井くにえ
- 1972/04 - 09 杉田二郎、田中恵子
- 1972/10 - 1973/09 キャッシー、山本雄二
- 1973/10 - 1975/03 笑福亭鶴光、角淳一、佐々木美絵
- 1975/04 - 1975/09 ばんばひろふみ、小山乃里子
- 1975/10 - 1976/03 笑福亭鶴光、角淳一、佐々木美絵
- 1976/04 - 1977/03 ピーター、山田芳彰、キャッシー
- 1977/04 - 1978/03 ピーター、鈴木美智子、伊東正治
- 1978/04 - 1986/12 谷村新司、ばんばひろふみ時代
  - 1978/04 - 1983/03 谷村新司、ばんばひろふみ、佐藤良子
    - 1981/04 - 09（第2部） 矢沢透、河本俊美
    - 1981/10 - 1982/09（第2部） 矢沢透、ジーン長尾
    - 1982/10 - 1983/03（第2部） 矢沢透、牧田朋子（小南竜平・満佑子の母）

  - 1983/04 - 1984/03 谷村新司、ばんばひろふみ、岩崎良美
    - 1983/04 - 09（第2部） 根本要、牧田朋子
    - 1983/10 - 1984/03（第2部） 根本要、白井貴子

  - 1984/04 - 1985/03 谷村新司、ばんばひろふみ、三田寛子
    - 1984/04 - 09（第2部） 長江健次、西端弥生

  - 1985/04 - 1986/03 谷村新司、ばんばひろふみ、松本明子
  - 1986/04 - 1986/12 谷村新司、ばんばひろふみ、佐藤良子
    - 1986/10 - 1987/03（キンド館）兵藤ゆき、MAKOTO、中川勝彦、子守康範

「キンド館」は元々の番組企画段階では存在しなかったが以前から、ヤンタンの大ファンだった兵藤ゆきの懇願により誕生した番組。「キンド館」の名前の由来は「金曜日と土曜日の間にやっている番組」から
- 1987/01 - 1990/09 根本要時代（第1次）
  - 1987/01 - 12 根本要、野沢直子、中村里花
    - 1987/04 - 12（キンド館） 兵藤ゆき、MAKOTO、ひかる一平、子守康範

  - 1988/01 - 1990/09 根本要、野沢直子、笑福亭笑瓶
    - 1988/01 - 1989/06（キンド館） 越前屋俵太、芳本美代子、笑福亭恭瓶、亀山房代
    - 1989/07 - 1990/03（キンド館） BaBe（近藤智子・二階堂ゆかり）、東野幸治、石田靖
- 1990/10 - 1993/03 今田耕司、東野幸治時代
  - 1990/10 - 1991/03 今田耕司、東野幸治、中村綾、加藤康裕
  - 1991/04 - 1992/03 今田耕司、東野幸治、中村綾 → 設楽りさ子
  - 1992/04- 09 今田耕司、東野幸治、加藤貴子、加藤紀子（7月以降）
  - 1992/10 - 1993/03 細川ふみえ、高橋由美子、羽田恵理香（CoCo・当時）、三浦理恵子（CoCo・当時）、今田耕司、東野幸治

この時期は女性アイドルを番組のメインに据え、今田・東野はサブに回っていた
- 1993/04 - 12 細川ふみえ、高橋由美子、羽田恵理香、吉田真希子、TEAM-0（山崎邦正、軌保博光）、布施辰徳
- 1995/10 - 1996/03 トミーズ、週代わりゲスト
- 1996/04 - 1997/03 トミーズ、川村結花、トクトミトコナミ
- 1997/04 - 1999/03 よゐこ、松本麻希
- 1999/04 - 09 山本太郎、遠山景織子
- 2018/04 - 2023/10 谷村新司、堀内孝雄、矢沢透（アリス）
- 2023/10 - 2024/03 堀内孝雄、矢沢透（アリス）
- 2024/04  - 現在 伊原六花　
『伊原六花のMBSヤングタウン』のタイトルで放送。

### 土曜日
1985年3月までは、MBS千里丘放送センター内の第一スタジオ（後にミリカホールに変更）で公開録音。同年4月以降は非公開のスタジオ収録に移行。現在は、MBS東京支社スタジオで毎週金曜日に収録。
- 1971/04 - 1979/12 桂三枝時代
  - 1971/04 - 1971/09 桂三枝、斎藤努、週替わりゲスト、桂朝丸（現・桂ざこば）、ジローズ（隔週でTBSラジオ制作・ヤングタウンTOKYO）
  - 1971/10 - 1972/03 桂三枝(23:25～1:30公録）、斎藤努（1:30～3：00 スタジオでリクエストをヒットチャート方式で送る音楽番組）
  - 1972/04 - 09 桂三枝、近藤光史、亀本友子
  - 1972/10 - 1973/09 桂三枝、近藤光史
  - 1973/10 - 1974/09 桂三枝、近藤光史、桂きん枝、海原千里・万里
  - 1974/10 - 1975/03 桂三枝、近藤光史、月亭八方、コメディNo.1（坂田利夫・前田五郎）
  - 1975/04 - 09 桂三枝、近藤光史、月亭八方、笑福亭鶴瓶、林家染二、桂文福、鬼塚泰子
  - 1975/10 - 1976/03 桂三枝、月亭八方、大地真央
  - 1976/04 - 1977/03 桂三枝、月亭八方、中村京子
  - 1977/04 -  09 桂三枝、月亭八方、中村京子、太平サブロー、シロー
  - 1977/10 - 1979/03 桂三枝、月亭八方、やしきたかじん、中村京子
  - 1979/04 - 09 桂三枝、月亭八方、明石家さんま、中村京子、中村行延、桂三と九、タロー＆タロー
  - 1979/10 - 12 桂三枝、月亭八方、明石家さんま、中村京子、桂三と九、島田紳助、松本竜介
- 1979/12 - 1982/03 明石家さんま時代（第1次）
  - 1979/12 - 1980/03 明石家さんま、月亭八方、中村京子、桂三と九、島田紳助、松本竜介
  - 1980/04 - 09 明石家さんま、オール阪神・巨人、松田晃、桂三と九、鈴江真理（関岡香アナの姉）
  - 1980/10 - 1981/09 明石家さんま、オール阪神・巨人、松田晃、長江健次、桂小つぶ、榊原久美子
  - 1981/10 - 1982/03 明石家さんま、オール阪神・巨人、松田晃、安藤久美子
- 1982/04 - 1988/12 笑福亭鶴瓶時代（第2次・月曜日から異動）
  - 1982/04 - 1983/03 笑福亭鶴瓶、松田晃、安藤久美子
  - 1983/04 - 09 笑福亭鶴瓶、笑福亭笑瓶、松田晃、黒田伊佐子、安藤久美子
  - 1983/10 - 1984/09 笑福亭鶴瓶、笑福亭笑瓶、松田晃、黒田伊佐子、牧田朋子
  - 1984/10 - 1985/03 笑福亭鶴瓶、笑福亭笑瓶、牧田朋子、ザ・バッテリー
  - 1985/04 - 09 笑福亭鶴瓶、西端弥生
  - 1985/10 - 1986/03 笑福亭鶴瓶、西端弥生、森脇健児
  - 1986/04 - 09 笑福亭鶴瓶、宮崎ますみ、森脇健児
  - 1986/10 - 1988/01 笑福亭鶴瓶、宮崎ますみ、吉條英希
  - 1988/02 - 12 笑福亭鶴瓶、福井希容、ビッグブラザーズ
- 1989/01 - 09 北野誠、関口誠人、福井希容
- 1989/10 - 1990/09 北野誠、関口誠人、羽野晶紀
- 1990/10 - 1991/03 北野誠、古田新太、羽野晶紀、きんた・ミーノ
- 1991/04 - 10 北野誠、シンデレラエキスプレス、久松史奈
- 1991/10 - 1992/09 兵藤ゆき、たまごどんぶり（公募で選ばれた現役中高生）
- 1992/10 - 現在 明石家さんま時代（第4次・日曜日「スペシャルサンデー」より異動）
  - 1992/10 - 1997/02 明石家さんま、玉井健二、加藤紀子、村上ショージ（ゲストとして頻繁に出演。1995年頃から正式にレギュラーとなる）
  - 1997/03 - 1999/03 明石家さんま、玉井健二、村上ショージ、吉村麻希（マキ凛子）
  - 1999/04 - 2000/09 明石家さんま、玉井健二、村上ショージ、太陽とシスコムーン（のちに「T&Cボンバー」に改名。信田美帆、稲葉貴子、RuRu、小湊美和）
  - 2000/10 - 2002/03 明石家さんま、玉井健二、村上ショージ、安倍なつみ、保田圭、りんね
  - 2002/04 - 2003/03 明石家さんま、玉井健二、村上ショージ、中澤裕子、松浦亜弥、カントリー娘。（準レギュラー。りんね、あさみ、里田まい。りんねは途中降板）
  - 2003/04 - 2004/04 明石家さんま、玉井健二、村上ショージ、中澤裕子、あさみ、里田まい、準レギュラー（後藤真希、石川梨華、加護亜依、高橋愛の中から、1人）
  - 2004/04 - 06 明石家さんま、玉井健二、村上ショージ、準レギュラー（藤本美貴、高橋愛、後藤真希、柴田あゆみ、稲葉貴子の中から、2人）
  - 2004/07 - 11 明石家さんま、玉井健二、村上ショージ、安倍なつみ、準レギュラー（藤本美貴、高橋愛、後藤真希、柴田あゆみの中から、1、2人）
  - 2004/12 - 2006/03 明石家さんま、玉井健二、村上ショージ、準レギュラー（藤本美貴、高橋愛、後藤真希、柴田あゆみの中から2人。後期は藤本、高橋が実質レギュラー）
  - 2006/04 - 2007/03 明石家さんま、玉井健二、村上ショージ、藤本美貴、高橋愛
  - 2007/04 - 06/02 明石家さんま、村上ショージ、藤本美貴、高橋愛
  - 2007/06/09 - 2009/10/03 明石家さんま、村上ショージ、高橋愛、道重さゆみ
  - 2009/10/10 - 2011/09 明石家さんま、村上ショージ、高橋愛、道重さゆみ、週替わりレギュラー（藤本美貴、保田圭、吉澤ひとみ、中澤裕子の中から1人）
  - 2011/10 - 2012/03 明石家さんま、村上ショージ、道重さゆみ、週替わりレギュラー（藤本美貴、保田圭、吉澤ひとみ、中澤裕子、高橋愛の中から1 、2人）
  - 2012/04 - 2013/03 明石家さんま、村上ショージ、道重さゆみ、光井愛佳、週替わりレギュラー（藤本美貴、保田圭、吉澤ひとみ、中澤裕子、高橋愛の中から1人）
  - 2013/04 - 2014/11/22 明石家さんま、村上ショージ、道重さゆみ、飯窪春菜、週替わりゲスト（上記の週替わりレギュラーを含む）
  - 2014/11/29 - 2015/12 明石家さんま、村上ショージ、鞘師里保、飯窪春菜、週替わりゲスト
  - 2016/01 - 2017/12/09 明石家さんま、村上ショージ、飯窪春菜、工藤遥、週替わりゲスト
  - 2017/12/16 - 2024/06/22 明石家さんま、村上ショージ、飯窪春菜、横山玲奈、週替わりゲスト
  - 2024/06/29 -  明石家さんま、村上ショージ、横山玲奈、櫻井梨央、週替わりゲスト

### 日曜日
1974年10月に放送開始したが、1976年4月改編を以て 一旦終了。1983年10月16日から放送再開。再開当初の放送時間は23:00 - 25:00だったが、1985年4月14日から他曜日と同じく、22:00スタートに変更（23:45まで）。笑福亭鶴瓶がパーソナリティを務める1999年以降は「すわるラジオ」と称して、街頭で収録した時期があった。2020年3月まではMBS本社（または東京支社）のスタジオで収録した内容を基本的に放送していたが、同年4月以降は本社からの生放送を毎週実施している。
- 1974/10 - 1975/03 桂文珍、小倉もと子
- 1975/04 - 1976/03 松井昭憲（MBSアナウンサー(当時)）、小倉もと子
- 1983/10 - 1989/08 西川のりお、小林千絵 、柏木宏之（MBSアナウンサー(当時)）
- 1989/08 - 1990/10 西川のりお、澤知香、柏木宏之、西川小のり
- 1990/10 - 1991/09 兵藤ゆき、たまごどんぶり（公募で選ばれた現役高校生）
- 1991/10 - 1992/09 「ヤンタン スペシャルサンデー」時代
  - 明石家さんま、石田敦子（「ヤンタン スペシャルサンデー 明石家さんまのなんでもこい!」22:00 - 23:00）
  - 浜村淳、関岡香（MBSアナウンサー）（「ヤンタン スペシャルサンデー 浜村淳の茶屋町クスクス」23:00 - 23:45；1993年3月まで）
- 1992/10 - 1994/12 ぜんじろう、種浦マサオ、小高紀子（現・小高麻友美）、お笑い番長

1993年3月までは公開収録形式で、23:00まで放送。それ以降は、スタジオからの放送を復活した。
- 1995/01 - 1996/10 ぜんじろう、比嘉栄昇（BEGIN）、渡辺たかね
- 1996/10 - 1997/09 ぜんじろう、 ベイブルース高山、高木郁乃（Jungle Smile）
- 1997/10 - 1999/03 ぜんじろう、宮内見、週代わりゲスト
- 1999/04 - 現在 笑福亭鶴瓶時代（第3次）
  - 1999/04 - 2000/09 笑福亭鶴瓶、西靖（MBSアナウンサー）、堀ちえみ、笑福亭由瓶
  - 2000/09 - 2004/03 笑福亭鶴瓶、西靖、松嶋尚美（オセロ）
  - 2004/04 - 2006/04 笑福亭鶴瓶、西靖、井上智栄子
  - 2006/04 - 2007/03 笑福亭鶴瓶、西靖、オラリー（素人）、田口万莉、國丸純
  - 2007/04 - 2009/04 笑福亭鶴瓶、西靖、オラリー、田口万莉、笑福亭瓶成
  - 2009/05 - 07 笑福亭鶴瓶、西靖、オラリー、田口万莉
  - 2009/08 - 2010/02 笑福亭鶴瓶、西靖、負け越し（素人）、林実里（素人）、田口万莉
  - 2010/03 - 09 笑福亭鶴瓶、西靖、負け越し、田口万莉
  - 2010/09 - 2014/01 笑福亭鶴瓶、吉竹史（MBSアナウンサー(当時)）、負け越し、田口万莉、桂三四郎
  - 2014/01 - 2016/06 笑福亭鶴瓶、福島暢啓（MBSアナウンサー）、負け越し、田口万莉、桂三四郎
  - 2016/07 - 2020/03 笑福亭鶴瓶、福島暢啓、田口万莉、三遊亭とむ
  - 2020/04 - 2021/07 笑福亭鶴瓶、三遊亭とむ、福島暢啓、田口万莉、森本尚太（MBSアナウンサー(当時)）

毎月最終週（『ヤングタウン日曜日 月一B面』）は三遊亭とむ・福島コンビが、それ以外の週は鶴瓶、とむ、田口、森本が出演する体制へ変更。とむは月1回の担当ながら、東京を中心に活動する落語家から番組史上初のメインパーソナリティに起用した。
- 2022/08 - 2022/09  笑福亭鶴瓶、三遊亭とむ、福島暢啓、田口万莉

福島が出演しない週の放送（『A面』）は森本の後任選びを兼ねた暫定措置として、毎日放送の女性アナウンサーが週替わりで出演。
- 2022/10 -   笑福亭鶴瓶、三遊亭とむ（錦笑亭満堂）、福島暢啓、田口万莉、藤林温子（MBSアナウンサー）

毎日放送で森本の同期アナウンサーに当たる藤林を『A面』のアシスタント（森本の後任）として正式に採用。三遊亭とむは真打への昇進（2023年7月1日）を機に高座名を「錦笑亭満堂」へ改めたことを踏まえて、同月から「錦笑亭満堂」として出演している。

### ヤンタンミュージックゾーン THE REQUEST
月曜日
- 1987/4 - 1987/09 増田一樹（MBSアナウンサー(当時)）、大谷昌子
- 1987/10 - 1989/03 佐藤良子、マヤ
- 1989/4 - 1989/09 加藤康裕（MBSアナウンサー(当時)）、中村えみ

火曜日
- 1987/4 - 1989/09 今野秀隆（MBSアナウンサー(当時)）、鳥居睦子

水曜日
- 1987/4 - 1989/03 金指誠（MBSアナウンサー(当時)）、松川美貴子
- 1989/4 - 1989/09 増田一樹、小田静枝

木曜日
- 1987/4 - 1987/09 佐藤良子、マヤ
- 1987/10 - 1989/09 増田一樹、大谷昌子

月 - 木 全曜日
- 1989/10 - 1990/03 増田一樹、小田静枝、米田元信

### ヤンタンMUSICネトランジェ
月曜日
- 1992/10 - 1993/03 亀井希生（MBSアナウンサー）、波江野陽子
- 1993/4 - 1994/03 亀井希生、鳥居睦子
- 1994/4 - 1995/03 亀井希生、多田仁美

火曜日
- 1992/10 - 1993/03 亀井希生、波江野陽子
- 1993/4 - 1995/03 千葉猛（MBSアナウンサー(当時)）、波江野陽子

水曜日
- 1992/10 - 1993/03 加藤康裕（MBSアナウンサー(当時)）、多田仁美
- 1993/4 - 1994/03 上泉雄一（MBSアナウンサー）、大角香里
- 1994/4 - 1995/03 馬野雅行、古川圭子（いずれもMBSアナウンサー）

木曜日
- 1992/10 - 1994/03 加藤康裕、多田仁美
- 1994/04 - 1995/03 加藤康裕、鳥居睦子

金曜日
- 1992/10 - 1994/09 子守康範（MBSアナウンサー(当時)）、石田敦子（MBSアナウンサー(当時)）、環のり子
- 1994/10 - 1995/03 石田敦子、環のり子

## 特別番組・周年記念の特別企画

### 毎日放送開局60周年記念番組 MBSヤングタウン スペシャル
2010年8月30日から9月3日まで放送された。
- 8月30日「さんまのヤンタン スペシャル」
  - 明石家さんま、村上ショージ、大津びわ子、藤本美貴、伊東正治
- 8月31日「伸郎のヤンタン スペシャル ねたナイト」
  - 原田伸郎、嘉門達夫、奥野敦子（イリア）
- 9月1日「ヤンタン スペシャル なつかしSONGリクエスト!」
  - 根本要、渡辺美里、バーバラよね
- 9月2日「ヤンタン スペシャル なつかしSONGリクエスト!」
  - ばんばひろふみ、イルカ
- 9月3日「鶴瓶のヤンタン スペシャル」
  - 笑福亭鶴瓶、西靖（毎日放送アナウンサー）、田口万莉、負け越し（素人）、吉竹史（毎日放送アナウンサー・当時）

### 復活! 桂三枝の歌え! MBSヤングタウン
当番組で三枝と長らく共演した後に、羽衣国際大学で名誉教授になった斎藤努が、久々にラジオ番組へ出演。三枝のパートナーとして、公開収録の進行役を務めた。月亭八方、桂きん枝、杉田二郎などがゲストで登場。
かつて当番組で使われたジングルや音源を挿入し、『歌え! MBSヤングタウン』時代の企画を復活。杉田が、歌と演奏を披露した。
三枝は当番組の放送の翌々日（2012年7月16日）に「六代 桂文枝」を襲名。当番組が「桂三枝」名義で出演する最後の番組になった。
オープニングは、西靖が、口上代わりのナレーションを担当した。

### MBSヤングタウン 50年クロニクル
2017年12月31日（日曜日）の20:00 - 23:30に、事前収録方式で放送。放送時点で日曜版のアシスタントを務める福島暢啓（毎日放送アナウンサー）がスタジオ進行を担当したほか、平日版のパーソナリティ経験者である原田伸郎・嘉門タツオ・伊東正治や、
放送時点で『ヤマヒロのぴかいちラジオ』『茶屋町ヤマヒロ会議』（いずれもMBSラジオ）のパーソナリティを務める山本浩之（フリーアナウンサー）をスタジオゲストに迎えた。
また、前述の出演者によるスタジオパートとは別に、平日版のパーソナリティコンビ（桂文枝・斎藤努、角淳一・笑福亭鶴光、明石家さんま・大津びわ子、谷村新司・佐藤良子）、平日版パーソナリティの1人だった根本要、放送時点での日曜版レギュラー出演者（福島・笑福亭鶴瓶・田口万莉・三遊亭とむ）が登場する「スペシャルトーク」を収録。事前の募集を通じてリスナーから寄せられた秘蔵音源、平日版の放送から生まれたヒット曲、往年のリスナーやつんく♂からのメッセージも交えながら、50年の歴史を時代ごとに紐解いていた。

### 『MBSヤングタウン』55周年記念企画（2023年9 - 10月）
MBSラジオでは、平日版の開始から55周年に当たる2023年を「『ヤンタン』55周年イヤー」と位置付けたうえで、「ヤンタンGOGO (55) Tシャツ」などの55周年記念グッズを製作。「MラジSTORE」（「Mラジ」ことMBSラジオの公式オンラインショップ）で同年4月から順次販売する一方で、一部のグッズ（クリアファイルなど）を「非売品」扱いで関係者に頒布している。
「『ヤンタン』55周年イヤー」は2023年の9月まで設定されているが、9月4日（月曜日）から10月1日（日曜日）までの期間には、「『ヤンタン』55周年イヤー」を締めくくる目的で以下の特別企画を順次実施している。
（1）「『MBSヤングタウン』リバイバルWEEK」（9月4日 - 10日の放送分に設定）
2023年9月時点でのレギュラーパーソナリティと、過去にレギュラーで出演していた人物によるコラボレーション企画。以下の「リバイバルゲスト」を、期間中の放送に日替わりで迎えている。
9月4日（月曜日）：『若月佑美 と工藤遥のMBSヤングタウン』×濱田マリ
9月5日（火曜日）：『オーイシマサヨシのMBSヤングタウン』×Chage
Chageは、「チャゲ&飛鳥」の「チャゲ」として活動していた時期に、火曜日のパーソナリティを「飛鳥」（飛鳥涼）と共に担当。
9月6日（水曜日）：『関西ジャニーズJr.　Aぇ!groupのMBSヤングタウン』×有野晋哉（よゐこ）
有野は、Aぇ!groupがレギュラーで出演している毎日放送のオールロケ番組（放送時点でのタイトルは『関西ジャニ博』）でも、濱口優（「よゐこ」での相方）と揃ってAぇ!groupのメンバーと共演。
9月7日（木曜日）：『AマッソのMBSヤングタウン』×藤本美貴
『MBSヤングタウン土曜日』では、藤本が「ヤン娘。」としてのレギュラー出演を2013年2月19日放送分で終えてからも、年に数回（モーニング娘。での後輩に当たる「ヤン娘。」が休演した場合に）ゲストで出演中。
9月8日（金曜日）：『MBSヤングタウン金曜日』×根本要（スターダストレビュー）
根本は、当時休演していた谷村新司（アリス）の代役を兼ねて出演。
9月9日（土曜日）：『MBSヤングタウン土曜日』×大津びわ子×加藤紀子
放送の時点におけるレギュラーの「ヤン娘。」（飯窪春菜と横山玲奈）が休演していたため、（藤本を含む）代々の「ヤン娘。」が挑戦している番組内企画に大津と加藤が参加。
9月10日（日曜日）：『MBSヤングタウン日曜日』×オール巨人
前週（9月3日）は、滝音がパーソナリティを務める特別番組（『滝音のMBSヤングタウン日曜日』）として放送。
（2）「ヤンタン展」（入場無料のイベント）
6月10日（土曜日）・6月11日（日曜日）に大阪市北区茶屋町（1990年9月以降の毎日放送の本社所在地）界隈で開催された「ちゃやまち推しフェスティバル!」の一環として「ちゃやまちプラザ」（本社M館1階のオープンスペース）で開催したところ、当番組のリスナーなどから好評を博したことから、9月7日（木曜日）から同月17日（金曜日）まで大阪（毎日放送本社M館1階のオープンスペース「ちゃやまちプラザ」）、9月22日（金曜日）から10月1日（日曜日）まで東京（「有楽町イトシア」内の有楽町マルイ8階）で改めて開催。歴代出演者の一覧付き年表、過去のノベルティグッズ、開催時点での当番組で使用している小道具や台本などを展示したほか、前述した55周年記念グッズなどを数量限定で販売していた。ちなみに、一定の金額以上のノベルティグッズをいずれかの会場で購入した場合には、本来は非売品である55周年記念クリアファイルを購入者全員にプレゼント。
（3）「ヤンタン展」会場での公開収録
開催時点での当番組から、木曜・日曜分を大阪会場（ちゃやまちプラザ内の「ちゃぷらステージ」）、火曜分を東京会場（有楽町マルイの8階）で収録。いずれの収録でも、観覧を希望するリスナーを収録前の放送で募集した後に、抽選で50人を招待している。
大阪会場
『MBSヤングタウン日曜日』：9月7日（木曜日）の17:00 - 18:30に収録→9月17日（日曜日）に放送
収録の時点で『A面』にのみ出演している笑福亭鶴瓶・田口万莉・藤林温子、『B面』にのみ出演している福島暢啓、『A面』にも『B面』にも登場している錦笑亭満堂が一堂に会した。
『AマッソのMBSヤングタウン』：9月10日（日曜日）の13:00 - 14:30に収録→9月14日（木曜日）に放送
9月14日には、阪神タイガース（日本プロ野球のセントラル・リーグに加盟する球団）が阪神甲子園球場でのナイトゲームで読売ジャイアンツ（巨人）に勝利したことによって、2005年以来18年振りのリーグ優勝を決めた。阪神の地元局であるMBSラジオではこの試合を『MBSベースボールパーク』として21:52まで自社制作で中継していたが、中継の終了後は長時間にわたる優勝記念特別番組を編成せず、当初の予定に沿って公開収録の音源を本来の木曜分の放送枠（22:00 - 23:30）で流した。
東京会場
『オーイシマサヨシのMBSヤングタウン』：9月24日（日曜日）の14:00 - 15:30に収録→10月3日（火曜日）に放送

### MBSヤングタウン 新春スタッフ特番
2024年1月2日（火曜日）の15:00 - 17:30に新春特別番組として放送。当番組を作り上げているスタッフによる初の特別番組で各曜日のヤングタウンをスタッフ自ら制作エピソードとともに振り返った。また2022年から2023年にかけて行われたヤングタウン放送55周年企画の秘話についても初めて明かされた。

### MBSヤングタウン公開収録in推しフェス
2024年6月8日、毎日放送社屋を中心とした一帯の地域でのイベント「MBSちゃやまち推しフェス」の一環として、大阪工業大学梅田キャンパス内の講堂・常翔ホールにて、カベポスター、オーイシ、Aマッソ、伊原の出演するトークショーが行われ、その模様は6月15日15時30分から16時35分に放送された。

### MBSヤングタウンNEXT
『MBSヤングタウン』の全曜日レギュラー放送が復活したことを契機に、『ヤングタウン』の次世代（NEXT）を担うパーソナリティを発掘・育成すべく、2021年度から日本プロ野球（NPB）のオフシーズン（ナイターオフ期間）を中心に放送。ナイターオフ期間の放送では、よしもと漫才劇場を拠点に活動している吉本興業所属の漫才コンビが日替わりでパーソナリティを務めることから、放送上は『（パーソナリティのコンビ名）のMBSヤングタウンNEXT』というタイトルを用いている。
通称は『ヤンネク』で、ナイターオフ期間のレギュラー放送が終了するたびに、「ヤンネク大感謝祭トゥデイ」（当該期間にパーソナリティを務めたコンビが一堂に会するインターネット配信連動型の有料イベント）をよしもと漫才劇場で開催している。
2021年度の「第1期」（2021年11月30日 - 2022年3月24日）には、ツートライブが火曜日、滝音が水曜日、カベポスターが木曜日のパーソナリティを担当していた。当初はナイターオフ期間限定での放送を予定していたが、木曜分（『カベポスターのMBSヤングタウンNEXT』）のみ、2022年度のナイターイン期間（2022年4 - 10月）にも編成。MBSラジオがNPBのナイトゲーム中継を放送しない土曜日に、月1回のペースで19:00 - 21:00に放送を続けていた。
なお、MBSラジオは2022年度のナイターオフ期間に、カベポスターを『夕凪カベポスター』（2022年11月3日から毎週木曜日18:00 - 20:00に生放送）のパーソナリティへ起用した。当番組では、1日（火曜日）から「第2期」の放送を開始する一方で、カベポスターに代わってマユリカがパーソナリティ陣に参加。「第2期」では、火曜日に滝音、水曜日にマユリカ、木曜日にツートライブが2023年3月までパーソナリティを務めた。また、YouTubeに番組の公式チャンネルを設けたうえで、生放送と同時に収録していたスタジオ動画を音声と合わせて放送後に3ヶ月限定で配信している。
2023年度のナイターイン期間には、前年度に続いて月に1回のペースで生放送。4月16日・5月21日・6月25日・7月2日・8月27日・9月10日（いずれも日曜日）には、NPBの全試合がデーゲームで組まれていたことから、『夕凪カベポスター』（18:00 - 20:00）とのセットで当番組を20:00 - 20:55に放送していた。いずれも、放送の3日後からは、前述したスタジオ動画をYouTubeの公式チャンネルから配信。その一方で、ナイターイン期間には前年度と違って、吉本興業所属の漫才コンビを「マンスリーパーソナリティ」として月替わりで迎えていた（4月16日：滝音、5月21日：バッテリィズ、6月25日：ツートライブ、7月2日：三遊間・どんちっち、8月27日：マユリカ、9月10日：ドーナツ・ピーナツ）。
『夕凪カベポスター』は2023年9月10日で放送を完全に終了したが、カベポスターは『NEXT』のパーソナリティ経験者から初めて、同年10月2日から『MBSヤングタウン』のパーソナリティを毎週月曜日に務めている。その一方で、『NEXT』は2023年度のナイターオフ期間にも、「第3期」扱いで2023年11月7日（火曜日）からレギュラーで放送。「第3期」では、ツートライブを火曜日・滝音を水曜日の出演へ戻す一方で、ドーナツ・ピーナツを木曜日のパーソナリティへ正式に起用している。
2024年度の「第4期」では、放送枠を2024年11月8日から金曜日の21:00 - 22:00にも編成することに伴って、関西ジュニアを金曜分のパーソナリティに起用。「芸人以外のタレントからも、（『MBSヤングタウン』の次世代を担う）スターを発掘したい」という目標を新たに設定したことに伴う起用で、関西ジュニアのメンバーからは、2 - 3名が週替わりで出演する。その一方で、ドーナツ・ピーナツが火曜分、ツートライブが木曜分のパーソナリティとして続投。水曜分では、豪快キャプテンが新たにパーソナリティを務める。

## 主なスタッフ
- 渡邊一雄（わたなべ かずお）
「ヤンタン」の生みの親（創始者）。1967年10月の『歌え! MBSヤングタウン』の放送を開始してから、1987年にテレビ制作部の部長職へ異動するまで、20年間にわたってプロデューサーを務めた。
出演した多くのタレント・アナウンサーの育ての親もあり、後述する渡辺姓のスタッフと区別する意味で、オオナベさんとも呼ばれていた。
テレビ制作部への異動後は一時期、次長職で、ラジオ局に復帰。1997年6月に、MBSを定年退職。2005年7月に『ヤンタンの時代。』を刊行した（発行：キッズネット・発売：角川書店。2005年7月発行。書籍コード：ISBN 4048943405）。
2010年10月11日、75歳没。同年12月6日にシアターBRAVA!で開かれた渡邊の「偲ぶ会」には、歴代パーソナリティの三枝、谷村、当時活動を休止していたCHAGE and ASKAが久々に顔を揃えた[32]。
- 渡辺高志（わたなべ たかし）
1979年から1983年まで、ディレクターを担当。コナベさんという通称でも知られた。

この他にも、大谷武文、田中文夫、宇野幹雄、増谷勝己、影山貴彦、三村景一、新堂裕彦、神津梓などが、ディレクターやプロデューサーを歴任。1970年代から1980年代までは、『ヤングおー!おー!』のスタッフから放送作家に転じた寺崎要が、番組全体を統括するチーフ構成の任に当たっていた。

## エピソード
- 1968年1月から始まった「ヤンタン 今月の歌」では、通算52曲のオリジナルソングを発表した[33]。放送終了した1982年4月には「今月の歌」をまとめた『ヤンタン ソング集』が、ミリカ音楽出版から刊行[34]。『歌え! MBSヤングタウン』の放送開始から25周年に当たる1993年4月15日には「今月の歌」から19曲を収めたCDアルバム『MBSヤングタウン 今月のうた』がポリスターから発売されている（EANコード：4988023022321）。
  - 「今月の歌」からは、『戦争を知らない子供たち』（ジローズ、1970年8月放送分）、『嘆きのボイン』（月亭可朝）、『恋人もいないのに』（シモンズ）、『坊や大きくならないで』[注 19]（マイケルズ）といったヒット曲を輩出。谷村（ロック・キャンディーズ→アリス）、杉田二郎（ジローズ）、北山修（ザ・フォーク・クルセダーズ）、はしだのりひこ（ザ・フォーク・クルセダーズ→はしだのりひことシューベルツ）、桑名正博（ファニー・カンパニー）、西岡たかし（五つの赤い風船、グループ名はいずれも発表時点での所属グループ）、瀬尾一三などが作詞・作曲・編曲に関わっていた[33]。
。また、初期パーソナリティの三枝は、「桂三枝とダボーズ」名義で発表した『夕陽のアンジェロ』（1969年8月放送分）で歌手デビューを果たしている[33]。
- 公開収録を実施していた1968年、1970年、1971年には、当番組と縁の深い歌手やバンドの出演による「ヤンタンフェスティバル」を、年に1～2回開催。1970年1月7日にフェスティバルホールで開かれた第2回については開催後、実況録音盤のレコードを発売した[34]。
- 1981年5月28日には「ど角・ど鶴のええか、ええかコンサート」（前述）、1985年と1987年の8月には「明石家さんまコンサート」、1988年6月にはダウンタウンによる「もくもくコンサート」をそれぞれ開催。1988年には「ヤン金」レギュラーだった根本・野沢などが「フライデーモンスターズ」というバンドを結成した。1989年には、当時の「ヤン土」レギュラー（北野、関口など）で結成したバンドが12月24日の「クリスマス御陽気にコンサート」でライブデビューを果たしている[34]。
- 1983年と1986年～1988年の5月には、「ヤンタン オールスターズ」と芸能人チーム（1983年：松山千春チーム「スーパースターズ」／1986年：チェッカーズチーム／1987年：とんねるずチーム[36]／1988年：仲村トオルチーム「デンジャーズ」）による「ヤンタン野球大会」を西宮球場（1983年）、甲子園球場（1986年）、大阪スタヂアム（1987年・1988年）で実施。当時の「ヤン月」レギュラーでスポーツアナウンサーでもあった伊東が場内で実況を担当した。また、開催日の深夜には、MBSテレビで特別番組の生放送を実施した。
- 当番組でレギュラーを務めたMBSアナウンサー（出演時点）のうち、出演期間が最も長いのは角と伊東である（いずれも12年間）。
- 紳助が「ヤン木」のパーソナリティを務めていた1985年8月には、生駒山上で「ヤン木 モトクロスフェスティバル」を開催している[34]。
- 1984年5月27日（日曜日）には『ヤンタンスペシャル』として、当時裏番組だったABCヤングリクエスト（朝日放送ラジオ）のパロディ的番組『ABCDヤングリクエスII（ツー）』が放送された（25:00（午前1時） - 26:30（午前2時30分）放送）。パーソナリティは長井展光、八島洋子、太平サブロー・シロー。放送されたコーナーは「ヤンリク真似カレンダー」「汽車ポッポの旅うれし」など[37]。
- 長江は1985年8月12日（月曜日）に、当番組へ出演すべく、羽田空港発・伊丹空港行きの123便への搭乗を予約していたが、理由は不明だが、実際には乗らなかった。その後、当日の夕方に123便の墜落事故が発生したため、当番組では全てのコーナーを急遽休止。大半の時間帯を事故関連のニュースに充てたうえで、当時レギュラー出演していたさんまからのリクエスト曲をニュースの合間に流す措置を講じた。当然ながらさんまは、当番組の本番では、「今日はあほなこと言う気にならん」と嘆くほど低いテンションに終始。長江からのリクエストで「ハイスクールララバイ」（長江がイモ欽トリオの一員として歌っていた1981年のヒット曲）が流れた直後には、「お前、こんな日にしょうもない（下らない）歌流しやがって。そんなやから欽ちゃん（「イモ欽トリオ」の生みの親である萩本欽一）にも愛想尽かされるんじゃ」という真剣な口調で、放送中にもかかわらず長江を説教するという有様だった。なお、当のさんま自身も長らくこの便を使用しており事故当日も本番組に出演するため123便に乗る筈だったが、「搭乗前の仕事であった『オレたちひょうきん族』（フジテレビ）の午後の収録が予定より早く終了し、123便の予約をキャンセルしたうえで1本早い全日空便で大阪入りした」と言われていたが、これは事実ではなく実際は自身が主役として出演していたコメディ番組『さんまの駐在さん』（ABCテレビ製作）の収録が事故発生1カ月前の同年7月に火曜日から月曜日に変更されたことで移動日が日曜日となったため123便に乗る必要がなくなったことからその難を逃れていたことを河内家菊水丸がさんまの人生などを綴った「明石家さんまヒストリー2 1982~1985 生きてるだけで丸もうけ」の一部を引用して自身のブログで明かした[38][39]。そして、さんまはこの事故をきっかけに、毎日放送の本社で制作する番組への出演以外でも東京と大阪の往来に東海道新幹線を利用するようになった[40]。
- 1989年8月6日に千里丘放送センターで開催の「ヤンタンTeen's 学園祭」では、長らく「ヤン日」のアシスタントを務めた小林千絵の後任を決める目的で「ヤン日オーディション」を実施。オーディションで優勝した現役高校生の澤が同月から1990年9月まで「ヤン日」のアシスタントを務めた（前述）[注 20]。また、1990年春には「ヤン土」でも同様のオーディションを実施。そこで選ばれた現役中高生が「たまごどんぶり」名義で同年4月から半年間レギュラー出演していた[34]。
- 笑福亭笑光時代から断続的に出演していた嘉門達夫は、平日版放送終了後の2015年に、「自伝的青春小説」という触れ込みで『丘の上の綺羅星』を幻冬舎から発売（ISBN 978-4344028326）。当番組にまつわる自身の経験、芸能人としての自身のルーツ、渡邊一雄が逝去する直前収録したインタビューの内容などを交えながら、「伝説のラジオ番組『ヤングタウン』に育てられたある男の物語」を綴っている。
- 毎日放送のラジオ本放送開始65周年に当たる2016年には、1990年代の中盤に木曜日でパーソナリティを務めたつんく♂が、65周年記念企画の一環でMBSラジオのステーションソングを制作。つんく♂のメジャーデビュー前に平日版の放送で人気を博した「ハッピートゥデー」（リスナーが生放送中に電話でパーソナリティとのトークに参加できるコーナー）にちなんで、「Thank you! Happy today! ～MBSラジオのうた～」というタイトルを冠した[42]ほか、『ヤンタン』シリーズでのレギュラー経験を持つ浜村・近藤光史・子守・鳥居・上泉・松井愛がボーカルで参加した[43]。当時平日の夕方に放送されていた『上泉雄一のええなぁ!』（上泉がメインパーソナリティを務める生ワイド番組）では、放送枠を平日の早朝に移動する直前（2021年9月）まで、この曲をエンディングのテーマソングに使用している。
- 嘉門がアミューズへ所属していた時代に同社の社員（嘉門のマネジャー）として当番組へ頻繁に登場していた浜田尊弘（放送上の呼称は学生時代の愛称でもある「チロリン」）は、毎日放送への中途入社（1992年）を経て取締役にまで昇進すると、株式会社MBSラジオ（公式の通称は「Mラジ」）の初代代表取締役社長へ就任。2021年6月までは毎日放送の取締役と兼務していたが、社長職への専念後（2022年5月）に根本を「Mラジ1周年PR大使」へ任命している。
- 2022年度の年末年始期間（2022年12月30日 - 2023年1月3日）には、レギュラーの放送枠のまま全日放送を実施した。年末年始期間における全日放送は、2021年の10月改編で全曜日のレギュラー放送を再開してから初めてだったが、パーソナリティの顔触れは再開以降のレギュラー陣（◎）とかなり異なっていた。
  - 2022年12月30日（金曜日）：吉田朱里（『吉田朱里のMBSヤングタウン』として放送）
  - 2022年12月31日（土曜日）：高橋愛、飯窪春菜◎、工藤遥◎（いずれもモーニング娘。のOGで、『モーニング娘。25周年スペシャル　高橋愛、飯窪春菜、工藤遥のMBSヤングタウン』として放送）
  - 2023年1月1日（日曜日）：本田望結（『本田望結のMBSヤングタウン』として放送）
  - 2023年1月2日（月曜日）：岩井勇気（ハライチ）・花江夏樹（『ハライチ岩井&花江夏樹のMBSヤングタウン』として放送）
  - 2023年1月3日（火曜日）：やまだひさし（『やまだひさしのMBSヤングタウン』として放送）
- MBSラジオでは2024年に、東海道新幹線を運行するJR東海と『Aぇ!groupのMBSヤングタウン』によるコラボレーション企画として、『東海道新幹線からAぇ旅始まるスペシャルトーク!!!!!』という音声コンテンツを収録。Aぇ!groupのメンバー（収録の時点では全5名）から2名が交互に出演する音源（全5回）を、東海道新幹線の車内限定で5月18日（土曜日）から7月7日（日曜日）まで配信。第1回（5月18日 - 27日）・第2回（5月28日 - 6月6日）・第4回（6月11日 - 20日）では配信期間をそれぞれ10日間、第3回（6月7日 - 10日）では4日間、第5回（6月21日 - 7月7日）では17日間に設定している。いずれの音源も、配信サイトへのアカウント登録をあらかじめ済ませていない限り、東海道新幹線の車内からでも聴取できないようになっている[44]。